# 时序残响
《时序残响》，又称《时序残响24/36》，原名《Project 24/36》，是中国游戏公司柴郡猫研究室开发、广州天梯互娱发行的手机游戏，于2023年7月24日关停项目。

## 介绍
在游戏的世界里，一天并非24小时，而是36小时，在24时与0时之间的12小时是不为平凡人所知的“密室时间”。在密室时间中，真实世界和凡人的状态会被冻结，像是一场普通人的“集体幻觉”。玩家将扮演“守秘人”，对抗密室时间中的超凡力量，捍卫人类文明的最后边疆。

## 历史
2021年6月，二次元战棋类游戏《Project 24/36》发布概念视频。2022年8月31日，游戏发布带有实机演示的宣传视频，同时游戏名改为《时序残响》。宣传视频发布一天后，在哔哩哔哩收获超100万次的播放量，游戏在哔哩哔哩和TapTap平台的预约人数超过150万。2023年2月，游戏获得中国国家新闻出版署的国产网络游戏审批版号。4月20日，游戏开始第二次测试。5月19日，游戏开启第三次测试。
2023年7月24日，游戏官方发布公告，表示“由于测试数据未达上线预期”，决定对项目进行关停，并向参与过测试的付费玩家进行全额退款，获得实物奖励和参与了官方内容创作活动并获奖的玩家，奖励将会正常发放。